# Исаев, Алексей Петрович (физик)
Алексе́й Петро́вич Иса́ев (род. 26 января 1957 года, Дубна) — советский и российский физик-теоретик, специалист в области классической и квантовой теории поля, теории симметрий, теории интегрируемых систем и физики элементарных частиц, доктор физико-математических наук (1997), профессор Международного университета «Дубна» и Московского государственного университета им. М. В. Ломоносова.

## Биография
Родился 26 января 1957 года в Дубне. Окончил физический факультет МГУ (1979), аспирантуру Института физики высоких энергий, Протвино (1979—1982). С 1982 года работает в Лаборатории теоретической физики им. Н. Н. Боголюбова, ОИЯИ, г. Дубна. В 1983 году защитил кандидатскую диссертацию «Проблемы классической и квантовой динамики релятивистской струны». Доктор физико-математических наук (диссертация: «Дискретные системы с киральной структурой и квантовые симметрии», 1997).
Заместитель директора ЛТФ ОИЯИ по научной работе с 2012 по 2022 гг. С октября 2022 года — главный научный сотрудник ЛТФ ОИЯИ.
Профессор кафедры теоретической физики Международного университета «Дубна» с 2005 года. Был приглашённым профессором в Центре теоретической физики при Марсельском университете (Франция), Математическом институте Макса Планка (Бонн, Германия). Профессор кафедры квантовой теории и физики высоких энергий физического факультета МГУ им. Ломоносова в 2008—2017 гг.
С 2017 по 2022 гг. — главный научный сотрудник кафедры квантовой статистики и теории поля (Лаборатория теоретической и математической физики имени Н. Н. Боголюбова) физического факультета МГУ им. М. В. Ломоносова. С июля 2022 года по июль 2024 года исполнял обязанности заведующего кафедрой теоретической физики физического факультета МГУ им. М. В. Ломоносова.
С 4 февраля 2005 член редколлегии журнала «Физика элементарных частиц и атомного ядра» (ЭЧАЯ), в 2012—2018 годах — ответственный секретарь журнала ЭЧАЯ. С декабря 2021 — главный редактор журнала «Письма в ЭЧАЯ» (Physics of Particles and Nuclei Letters).

## Семья
Отец — Пётр Степанович Исаев (1924—2012), физик, ведущий научный сотрудник Лаборатории теоретической физики ОИЯИ. Мать — Исаева (Кириллова) Зоя Павловна (1923—2003), племянница известного московского психиатра И. С. Кириллова; окончила отделение психологии философского факультета МГУ, кандидат психологических наук.

## Научные интересы
Основные направления научной деятельности: теория фундаментальных взаимодействий, теория симметрий, квантовые симметрии, классические и квантовые теории поля, аналитические вычисления в квантовой теории поля, интегрируемые системы.
Автор более 140 научных работ, 6 учебных курсов и нескольких учебников, в том числе учебника по теории групп и симметрий совместно с академиком В. А. Рубаковым.

## Награды и премии
- Первая премия ОИЯИ за работы в области теоретической физики (1997, 2019)[7];
- Знак отличия в труде «Ветеран атомной энергетики и промышленности» (2011);
- Почётная грамота Министерства науки и высшего образования РФ (2021).